# Humber FFW
L'Humber FFW (dall'inglese Fitted For Wireless, predisposto per il "senza fili") era un autocarro leggero inglese per impieghi generali, da 400 kg, realizzato a partire dal 1939 per la necessità di meccanizzare al massimo il piccolo esercito inglese. Esso venne usato soprattutto per la seconda linea, con una serie di impieghi come veicolo comando o stazione radio, con motore Humber da 85 hp a benzina.